# Finnerödja
Finnerödja est une localité de Suède dans la commune de Laxå située dans le comté d'Örebro.
Sa population était de 550 habitants en 2019.